# 田島 (福岡市)
田島（たしま）は、福岡県福岡市城南区の地域。田島一丁目から六丁目まで設置されている。郵便番号は、814-0113。

## 地理
地区の東側は樋井川に沿って標高6〜7mほどの平らな地形が広がる
一方、西側は起伏があり、標高25mほどある場所もある

## 歴史

### 町域の変遷
| 住居表示実施後           | 実施年月日         | 住居表示実施前（各大字の一部） |
| ------------------------ | ------------------ | ------------------------------ |
| 田島一丁目から田島六丁目 | 1971年（昭和46年） | 別府新町1丁目〜3丁目・大字田島 |

## 主な施設
- 田島一丁目
  - 中村学園田島グラウンド
- 田島二丁目
  - セブン-イレブン福岡田島2丁目店
  - ローソン田島二丁目店
  - 田島保育園
- 田島三丁目
  - 田島小学校
  - 福岡田島三郵便局
  - 田島公民館
- 田島四丁目
  - 田島八幡神社
  - 田島公会堂
- 田島五丁目
  - セブン-イレブン福岡田島5丁目店
- 田島六丁目
  - 福岡県自動車学校

## 通学区
小・中学校の通学区は以下の通り
| 町丁・番・番地              | 小学校             | 中学校             |
| --------------------------- | ------------------ | ------------------ |
| 田島二丁目16番・21番 - 25番 | 福岡市立別府小学校 | 福岡市立城南中学校 |
| 上記以外                    | 福岡市立田島小学校 | 福岡市立友泉中学校 |

県立高等学校の学区は第6学区。

## 交通
田島地区内には鉄道・バス路線ともに全く通っていないため、公共交通機関を利用する場合、地区内から徒歩圏の周辺部にある地下鉄七隈線の駅や西鉄バスの停留所を利用することになる。

### 鉄道
- 福岡市営地下鉄
  - 別府駅 - 田島二丁目の北端部から北約300m。
  - 茶山駅 - 田島三丁目の西端部から西約300m。

### バス
- 西鉄バス - 地区東端の樋井川対岸にある県道東油山唐人線、その東側の油山観光道路・筑肥新道、北側の別府橋通り、西側の城南学園通りに路線がある。
  - 県道東油山唐人線
    - 友泉亭（田島五丁目より徒歩2分）
    - 別府団地前（田島一丁目より徒歩3分）
    - 田島（田島四丁目より徒歩1分）〔バス停名は田島だが実際には福岡市中央区笹丘に位置する〕

  - 城南学園通り
    - 別府六丁目（田島二丁目より徒歩すぐ）
    - 別府小学校前（田島三丁目より徒歩3分）
    - 城南体育館前（田島三丁目より徒歩3分）
    - 茶山（田島五丁目より徒歩4分）
    - 茶山団地前（田島六丁目より徒歩7分）